# Bennebroek

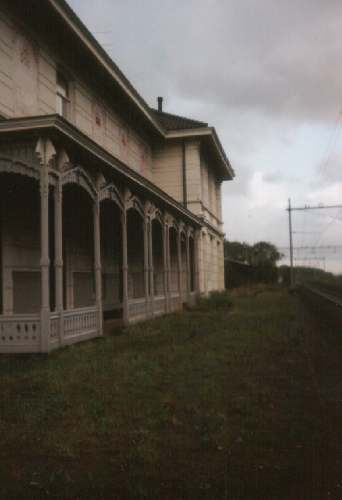
Tidigare järnvägsstation i Bennebroek.

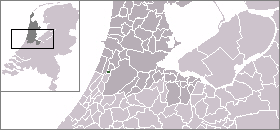
Position i Noord-Holland

Bennebroek (fil), historisk kommun i nordvästra Nederländerna i provinsen Noord-Holland. Kommunen har en area på 1,79 km² (vilket 0,04 km² utgörs av vatten) och en folkmängd på 5 225 invånare (2004). Kommunen är den minsta i hela Nederländerna.